# Heinrich Salzmann (Landrat)
Heinrich Salzmann (* 15. September 1896 in Zell (Mosel); † 11. Juli 1979 in Trier) war ein deutscher Landrat.

## Leben und Herkunft
Nachdem er am Gymnasium in Traben-Trarbach die Reifeprüfung abgelegt hatte, diente er unmittelbar im Anschluss daran als Kriegsfreiwilliger im Ersten Weltkrieg, wo er schwer verwundet wurde und als Leutnant der Reserve zurückkehrte. Ab 1919 war er Volontär beim Amt, der Sparkasse und der Kreisverwaltung Zell, wo er 1923 als Angestellter übernommen wurde. Von 1926 bis 1934 war er Amtsbürgermeister in Zeltingen und ab 1934 Bürgermeister im Amt Konz. Gegen Ende des Zweiten Weltkriegs wurde die Amtsverwaltung Konz nach Zell an der Mosel evakuiert. Dort wurde Heinrich Salzmann am 3. April 1945 von den Amerikanern als Landrat des Landkreises Trier eingesetzt. Als im Jahr 1946 das Amt Konz gemeinsam mit dem Landkreis Saarburg von der Französischen Militärregierung dem Saarland zugeteilt wurde, wehrte sich Salzmann gegen diese Entscheidung, jedoch wurde er im September des gleichen Jahres von der Militärregierung als Landrat abgesetzt. Ab diesem Zeitpunkt war er bei der Regierung Trier und bei Regierung Koblenz als Kommunaldezernent tätig. Im August 1950 wurde Salzmann erneut zum Landrat des Landkreises Trier ernannt, was er bis zum 31. Dezember 1961 blieb, als er seinen Ruhestand antrat. Während seiner zweiten Amtszeit als Landrat wurde u. a. das neue Kreishaus gebaut, sowie der Trierer Hafen geplant und gebaut, Maßnahmen, an denen er wesentlich Anteil hatte.

## Ergänzende Biografie
Salzmann war ferner Mitbegründer sowie von 1947 bis 1950 Geschäftsführer der kommunalen Spitzenverbände Landkreistag und Gemeindetag Rheinland-Pfalz. In seiner 2. Amtsperiode als Landrat war er Vorsitzender des Landkreistages Rheinland-Pfalz, Mitglied im Präsidium des Deutschen Landkreistages, Mitglied im Verwaltungsrat des Südwestfunks und nebenamtlicher Aufsichtsratsvorsitzender der Werbe GmbH des Südwestfunks. Für seine Verdienste um die kommunale Selbstverwaltung wurde Heinrich Salzmann 1961 mit dem Großen Verdienstkreuz des Bundesverdienstordens ausgezeichnet. Salzmann war mit Josefa, geborene Rütten, verheiratet.